# Alessandro Papacino D'Antoni
Alessandro Papacino D'Antoni, nato Alexandre Victor Papacino D'Antony (Villafranca, 20 maggio 1714 – Torino, 7 dicembre 1786), è stato un militare italiano, distintosi anche nel campo della fisica, della matematica e nell'ingegneria bellica.

## Biografia
Papacino proveniva da una famiglia di origine franco-spagnola, distintasi nel campo militare.
I suoi genitori furono Antoine Victor, capitano a Villafranca e Giovanna Angela D'Antony.
Suo zio Giovanni Pietro Papacino servì con distinzione nell'artiglieria sabauda in qualità di capitano sotto Vittorio Amedeo II e suo fratello Giuseppe Antonio ottenne anche il grado di luogotenente-colonnello d'artiglieria, con il comando dell'arsenale di stanza a Nizza.
Alexandre seguì quindi le orme dei parenti e all'età di 18 anni prese servizio nell'artiglieria in qualità di volontario.
Si distinse nelle basi di Casale, Pizzighettone e a Tortona.
Avendo coperto con onore l'importante incarico di aiutante–maggiore nel suo reggimento nella “giornata di Pavia”, il 14 marzo 1734, fu nominato sotto-luogotenente, poi luogotenente, il 12 dicembre 1741.
Riscoppiata la guerra, il regno di Sardegna si alleò dapprima con la Francia e poi con l'Austria, e Papacino poté farsi notare non solamente come buon artigliere, ma anche come abile ingegnere militare, durante gli scontri in cui combatté.
Distinguendosi nella battaglia di Villafranca (1744), riuscì ad ottenere il grado di capitano.
Nel 1747, dopo essersi fatto notare notare per la sua preparazione dal sovrano, venne nominato commissario, e nel suo nuovo ruolo fu tra quelli mandati a Piacenza, Pavia e Milano per discutere con gli ufficiali spagnoli ed austriaci per regolare la spartizione e la restituzione dei pezzi d'artiglieria e delle munizioni di guerra, a seguito della convenzione di Nizza del 1749.
Sin dalla più giovane età, Papacino fu interessato alla fisica ed alle scienze matematiche e, questi suoi studi lo portarono a legarsi intellettualmente con due degli scienziati che godevano di maggiore seguito alla corte di Torino: l'abate Girolamo Tagliazucchi ed il direttore della Scuola Reale d'artiglieria, Ignazio Bertola.
In seguito l'abate Jean Antoine Nollet, professore di fisica in Francia, fu chiamato a Torino ad insegnare, presso il convento di San Francesco da Paola, e Papacino ne poté seguire le conferenze e gli esperimenti.
Quando fu scelto nel 1755, come direttore della Scuola di Artiglieria, Papacino aveva il grado di maggiore nell'artiglieria. Il 12 giugno 1759, fu nominato cavaliere dell'Ordine dei Santi Maurizio e Lazzaro e fu allora che prese il cognome di sua madre, D'Antony, sotto il quale è maggiormente conosciuto nel mondo delle scienze.
Come direttore della Scuola d'Artiglieria, Papacino creò un corso di studi nel quale univa le scienze matematiche, l'artiglieria e l'ingegneria militare, che fu nei suoi insegnamenti tradotto in francese da Mont-Rosard e pubblicato in francese nel 1777.
Questo corso, di vera scienza militare, fu adottato per l'insegnamento nelle scuole d'artiglieria in Prussia e nei territori della repubblica di Venezia.
Nonostante fosse preso dall'insegnamento, la carriera militare di Papacino fu segnata da continui avanzamenti di grado.
Il 12 settembre 1774 fu nominato brigadiere, poi il 18 novembre 1780 generale maggiore. Nel 1783 fu nominato capo del corpo reale d'artiglieria e il 24 dicembre 1784 fu innalzato al grado di generale luogotenente.
Nel 1783 fu nominato Socio nazionale dell'Accademia delle Scienze di Torino con lettere patenti di fondazione, ma era già membro della Società Scientifica Privata Torinese da cui l'Accademia ebbe origine.
Fu scelto da Vittorio Amedeo III per insegnare al principe l'arte della guerra in qualità di precettore; il sovrano, per testimoniargli la sua soddisfazione, gli accordò, il 1º ottobre 1779, una ricca comanderia nelle terre degli Avogadro di Massazza. Fu inoltre nominato "Grande maestro di artiglieria del Regno di Sardegna".
Papacino D'Antony continuò ad interessarsi dello sviluppo dell'artiglieria sabauda, stabilendo delle nuove formule per la fabbricazione delle polveri.
Siccome nei corpi d'artiglieria mancavano sottufficiali sufficientemente istruiti, creò per il suo reggimento una scuola, affinché ogni artigliere sapesse leggere e scrivere, pagandone i maestri con i suoi averi.

## Opere

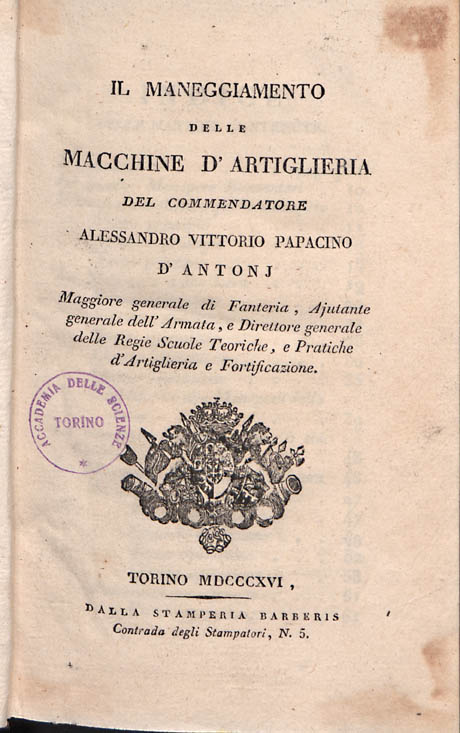
Il maneggiamento delle macchine d'artiglieria, 1816

- Esame della polvere, Torino, Stamperia reale, 1765.
- Instituzioni fisico-meccaniche per le regie Scuole d'artiglieria e fortificazione, vol. 1, Torino, Stamperia reale, 1773.
- Instituzioni fisico-meccaniche per le regie Scuole d'artiglieria e fortificazione, vol. 2, Torino, Stamperia reale, 1774.
- Dell'artiglieria pratica per le Regie Scuole Teoriche d'artiglieria, e fortificazione, Torino, Stamperia reale, 1775.
- Dell'architettura militare per le Regie Scuole Teoriche d'artiglieria, e fortificazione, vol. 1, Torino, Stamperia reale, 1778.
- Dell'uso delle armi da fuoco per le Regie Scuole Teoriche d'artiglieria, e fortificazione, Torino, Stamperia reale, 1780.
- Il maneggiamento delle macchine d'artiglieria, Torino, Barberis, 1816.
- Della geometria pratica, Torino, Stamperia reale.
- Algebra elementare
- Geometria dei solidi e delle sezioni coniche
- Principi di matematica sublime
- La tattica elementare, postumo
- La Gran Tattica, postumo
- La storia dell'artiglieria dei Regi stati, postumo
- Conoscenze per fare la guerra in Lombardia, postumo